# Porte de Versailles (metropolitana di Parigi)
Porte de Versailles è una stazione della linea 12 della metropolitana di Parigi.

## La stazione
La stazione venne aperta nel 1910 e prese il nome dalla Porte de Versailles nei cui pressi è ubicata.

### Incidenti
- Il 23 aprile 1930, una collisione a Porte de Versailles causò due morti.
- Il 10 gennaio 1963, un'altra collisione fra due treni nella stessa stazione causò 40 feriti.

### Strutture della stazione

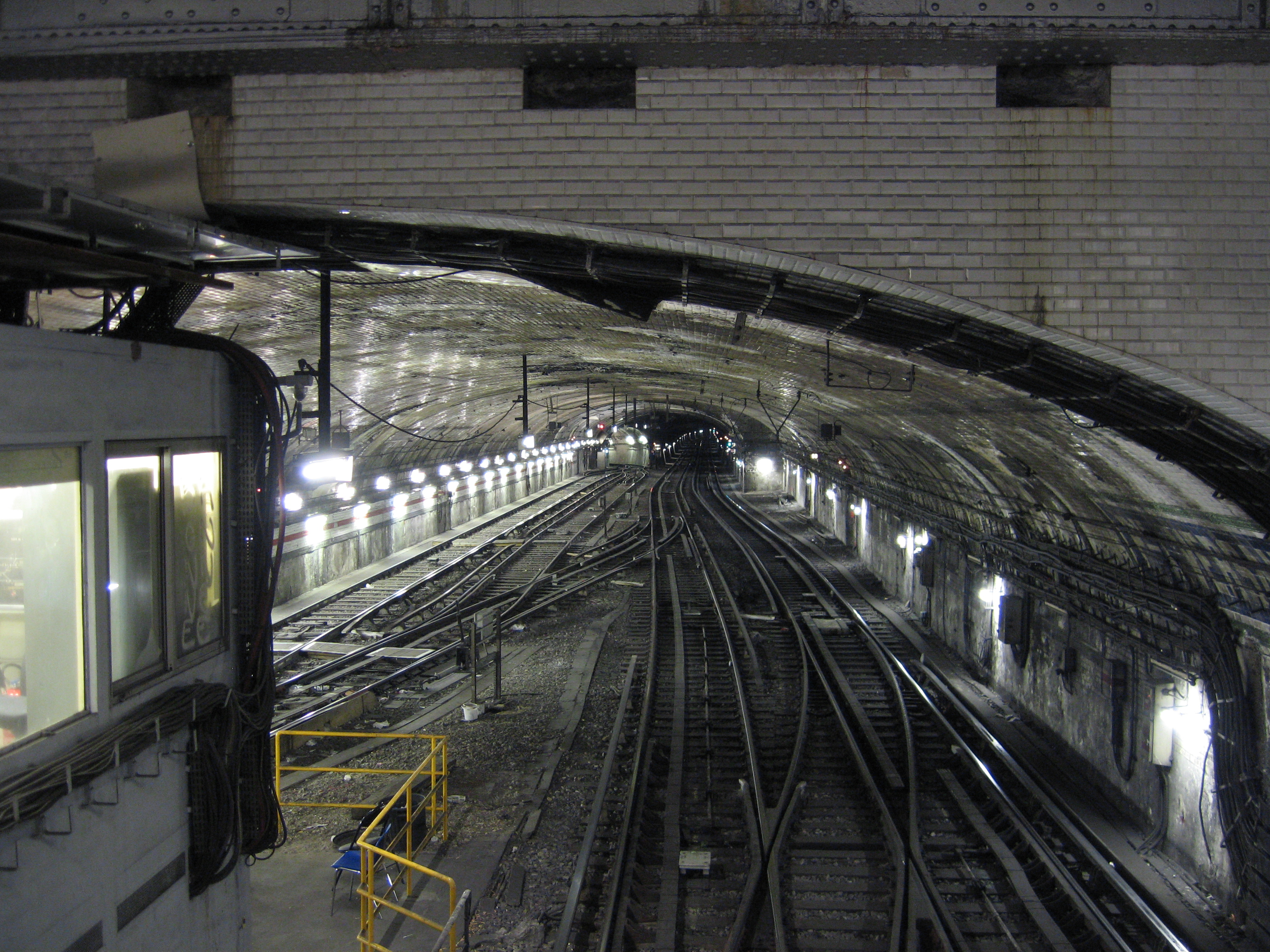
La vecchia stazione.

I marciapiedi della stazione Porte de Versailles sulla linea 12 non sono quelli originali. Essi vennero modificati nel 1930 in previsione del prolungamento della linea a Mairie d'Issy. I vecchi marciapiedi vennero demoliti e furono aggiunti dei binari supplementari per il ricovero notturno dei treni e per l'inversione di marcia. Le piastrelle sulla volta della stazione sono l'ultimo residuo della stazione originale. Rimane invariato anche il deposito dei treni sito a nord della stazione.

## Interscambi
- Bus RATP - 80
- Noctilien - N13, N62
- Linea T3 della Rete tranviaria di Parigi.

Nel giugno 2009, la Linea T2, il cui terminal attualmente è situato a Issy-les-Moulineaux, verrà prolungata fino alla Porte de Versailles, permettendo il collegamento con la Défense.